# اندیس قره شیرعلی
قره شیرعلی یک اندیس فلزی است که در حوالی شهر عشق آباد استان خراسان قرار دارد و مادهٔ معدنی موجود در آن، مس است.سنگ میزبان این اندیس شیل است و دیرینگی آن به دوران ژوراسیک پایانی می‌رسد. 